# ジョン・ド・ヴィアー (第13代オックスフォード伯)
第13代オックスフォード伯爵ジョン・ド・ヴィアー（John de Vere, 13th Earl of Oxford,KG KB、 1442年9月8日 - 1513年5月10日）は、イングランドの軍人・貴族。薔薇戦争でのランカスター朝の主要な指揮官の1人。第12代オックスフォード伯ジョン・ド・ヴィアー（en）とエリザベス・ハワード夫妻の次男。ヨーク朝に反抗してランカスター朝復活に加担、ヨーク朝の反撃で幽閉されるが、脱走してテューダー朝の樹立に貢献した。

## 生涯

### ウォリック伯の陰謀に加担
ヨーク朝の国王エドワード4世の治世初期である1462年、国王への陰謀を企てたとして父と兄オーブリーが処刑されたが、エドワード4世はランカスター派との和解策を採っていたので、オックスフォード伯は父の地所と称号を継承する事を許された。彼は1465年のエドワードの王妃エリザベス・ウッドヴィル戴冠の際にも、オックスフォード伯家の代々の仕事である式部長官（宮内庁長官）として、戴冠式を執り行なう事を許され、同年にはマーガレット・ネヴィル（ソールズベリー伯リチャード・ネヴィルとアリス・モンターギュ（en）の娘でウォリック伯リチャード・ネヴィルの妹）と結婚した。また、ノーフォークにおける勢力拡大のためこの地に根を張るジェントリのパストン家を召し抱え当主ジョン・パストンを庇護、彼らが抱えていたジョン・ファストルフの遺産相続争いの仲裁に手を貸し、1467年に一時相続人の間で合意を取り付けている。
1468年、オックスフォード伯はエドワード4世に対する反逆の陰謀で捕えられ、しばらくロンドン塔で過ごしたが、1469年の初めに釈放された。処刑を免れたのは、恐らく義兄であるウォリック伯の努力によるものだと思われる。釈放後はウォリック伯に接近し1469年のウォリック伯の陰謀に極秘裏に関与、7月にウォリック伯がエドワード4世に反旗を翻してフランスへ渡り、カレーで娘イザベルをエドワード4世の弟クラレンス公ジョージと結婚させると挙式に出席、ウォリック伯はエッジコート・ムーアの戦いでエドワード4世を捕らえたが、政治的判断で10月にエドワード4世が釈放されウォリック伯と和睦すると、オックスフォード伯も国王を迎え入れた。その間、パストン家は政治空白状態の隙を突かれファストルフの遺産であるカイスター城をノーフォーク公ジョン・モウブレーの軍勢に襲われ、オックスフォード伯とクラレンス公の仲介も空しく9月にカイスター城を奪われている。
1470年にウォリック伯が再度陰謀を企むとまたもや彼に近付き、陰謀がエドワード4世に露見して4月にフランスへ亡命したウォリック伯・クラレンス公の後を追い逃亡、ランカスター派を率いていたフランスのマーガレット・オブ・アンジューの宮廷に逃げた。与えられている「ランカスター派の指揮官」としての地位と、同じくウォリック伯の義弟として、オックスフォード伯はウォリック伯のランカスター派への寝返りを交渉、9月に艦隊を率いてイングランドへ戻ったウォリック伯に同行、10月にエドワード4世がブルゴーニュへ亡命、ウォリック伯の活躍でヘンリー6世が復位するとイングランド武官長に任命された。それに伴い、ノーフォーク公との争いで劣勢だったパストンもオックスフォード伯の後ろ盾で有利になり、12月にカイスター城をノーフォーク公から返還された。

### フランスで幽閉される
だが、1471年にエドワード4世がブルゴーニュの援助でイングランド帰還を狙うと、オックスフォード伯はノーフォークを固め来襲に備えたが、3月にエドワード4世が北東部ヨークシャーのレイヴンスパーンに上陸すると軍勢招集を呼びかけ、4月14日のバーネットの戦いでランカスター派の指揮官の1人としてウォリック伯と共にヨーク派を迎え撃った。戦闘では右翼を率いて敵左翼を破ったが、濃霧で敵味方の区別がつかず同士討ちを行い、混乱に乗じたヨーク派の反撃でウォリック伯が戦死する敗北を喫してしまった。戦後はスコットランドを経て再びフランスへ逃げだし、フランス王ルイ11世の若干の支援を基にオックスフォード伯は、イングランドに対する海賊行為と、時折沿岸部の襲撃を行った。
ここでオックスフォード伯は、経歴上最も不可解な行動をとる。1473年5月、彼はエセックス上陸に失敗して英仏海峡で海賊行為を働いていたが、9月23日にコーンウォール西部のペンザンス沖のセント・マイケルズ・マウントという岩だらけの小島を奪った。なぜこの島を占拠したのかその意図は不明だが、最も可能性が高いのは、エドワード4世を退位させてクラレンス公を王位につけるためのイングランド侵攻作戦の何らかの足がかりであったと思われる。だが結局、孤立無援で侵攻作戦もできないまま半年近く抵抗した後、1474年の初めに降伏した。領土を没収されて身柄をフランスへ移され、カレー近くのハンメス要塞（the fortress of Hammes）の中に収監された。
3年後、オックスフォード伯はハンメス要塞の城壁の上から深い堀に飛び降りた。脱走を試みたのか、それとも自殺を試みたのかは分かっていないが、そのどちらも成功しなかった。結局彼は1484年まで収監されていたが、リチャード3世の治世でヨーク派に動揺が見られると、ハンメス要塞司令官ジェームズ・ブラウント卿（en）を説得してヘンリー・テューダー（後のヘンリー7世）に寝返らせ、ブラウントの手引きで脱走した。オックスフォード伯脱出の知らせを聞いたヘンリー・テューダーは「信じられない喜びに狂喜した」という。

### 復権と昇格
1485年8月、ヘンリー・テューダーの軍勢に加えられイングランドに上陸、8月22日のボズワースの戦いで前線指揮官として活躍した。名目上の指揮官はヘンリー・テューダーだったが、事実上は最も経験豊富なランカスター派の貴族として、オックスフォード伯が戦闘指揮を執った。オックスフォード伯は中央軍を指揮し、戦闘の序盤ではヨーク派のノーフォーク公ジョン・ハワードの軍が下り坂を突撃してくるのを防いだ。やがてヨーク派の軍勢が裏切りで壊滅、リチャード3世は乱戦の中討ち取られ、勝利したヘンリー・テューダーが国王ヘンリー7世として即位、テューダー朝が開かれた。
この戦勝の後、オックスフォード伯は元の所領と称号に復しガーター勲章を授けられ、ベッドフォード公ジャスパー・テューダー、ダービー伯トマス・スタンリーと共に重用され、海軍司令長官とロンドン塔の管理者にも任命された。だが、戦いの日々は終わらなかった。ヘンリー7世の治世の初期に、ヨーク派の後継を自称する人間が2人もイングランドを荒らしたからである。オックスフォード伯は1486年にウスターシャーの陰謀を摘発、続く1487年6月にランバート・シムネルを擁立したリンカーン伯ジョン・ド・ラ・ポールを討つためストーク・フィールドの戦いで前衛（実際に戦わなければならなかった国王軍の唯一の部隊）を指揮しリンカーン伯を討ち取った。ブラックヒース（Blackheath）の戦いでは最高司令官であった。
こうした戦功の積み重ねでノーフォークを中心とするイースト・アングリアの統轄を任されるまでになり、1487年3月にノーフォークを行幸したヘンリー7世を歓迎した。出世を果たしたオックスフォード伯は旧知のパストン家も重用、ジョン・パストンの同名の弟ジョン・パストンをノーフォークとサフォークの州長官と領地の管理者に取り立て、海軍司令長官の副官にも任命した。2人の弟エドマンドとウィリアムも秘書に採用され働いたが、ウィリアムは1503年に精神病にかかり辞職を余儀無くされている。
1514年、70歳で死去。2度結婚したが、最初の妻マーガレット、2度目の妻エリザベスの間に子供が生まれなかったため、甥で同名のジョン・ド・ヴィアーが第14代オックスフォード伯を継承した。ただし、庶子にキャサリンという1人娘があり、サー・ロバート・ブロートンと結婚して外孫ジョン（1488年頃 - 1518年）を儲けた。ジョンの娘で曾孫キャサリンはウィリアム・ハワードと結婚、子孫はポーレット家に嫁ぎウィンチェスター侯爵として続いていった。